# 三浦実夏
三浦 実夏（みうら みか、1988年8月19日 - ）は、日本のフリーアナウンサー。元山梨放送アナウンサー。山梨県富士吉田市出身。山梨県立吉田高等学校、早稲田大学商学部卒業。

## 来歴
2011年4月 山梨放送に入社。
2020年1月に自身のTwitterで妊娠した事を報告し、同年3月末で山梨放送を退社。退社後の同年5月3日に第一子となる女児を出産した。また、2022年３月には第二子となる二女を出産した。
以後の動向については育児に専念後、将来的に再びアナウンスの仕事に携わる意思を明かしていた。
フリー転向かつ出産後初仕事として2020年10月4日（3日深夜）放送開始の『マキタ係長』（山梨放送）にレギュラー出演。マキタスポーツ（タレント、山梨県山梨市出身）と共に番組を通して山梨をPRしている。

## 人物・エピソード
- 特技はバスケットボール。吉田高校在学時にはバスケットボール部に所属し[3]、国民体育大会（国体）にも出場したことがある。国体出場時には、女子バスケットボール県代表選手団のキャプテンを務めた[2][10]。
- テレビ山梨元アナウンサーの山崎薫子とは朝日放送テレビ制作の『朝だ!生です旅サラダ』の夏の女子アナ企画で共演した頃[11]から親交がある[12]。

## 出演番組

### フリー転身後

#### テレビ
- マキタ係長（山梨放送、2020年10月4日 - ）[9]

#### ラジオ
- ソトカラinfo （YBSラジオ、ひる前らじお うるさごぜん、はみだし しゃべくりラジオ キックス内）
  - 水・金曜日（2023年度 - ） - リポーター

- はみだし しゃべくりラジオ キックス（YBSラジオ）
  - 金曜（2023年度） - コーナー「行け！ルネラジ山梨営業部」担当 （髭男爵・山田ルイ53世、森田絵美と共演）
  - 月曜（2024年度）- いしいそうたろうと共演

### 山梨放送在籍時

#### テレビ
- 情報パラダイスよつば[2]
- 週末仕掛人 ヤマナシプロデュース
- 山梨学院スポーツグラフィック スポーツアングル
- 山梨スピリッツ
- やまなし元気ナビi
- ワクドキやまなし
- ててて!TV - 総合MC
- YBSスポーツクリニック
- YBSニュース
- 朝だ!生です旅サラダ（朝日放送テレビ） - 中継リポーター
- 24時間テレビ 愛は地球を救う38（2015年） - 山梨放送メインパーソナリティ（吉永龍司と担当）[13]
- 24時間テレビ 愛は地球を救う39（2016年） - 山梨放送メインパーソナリティ（吉永龍司と担当）[14]

#### ラジオ
- はみだし しゃべくりラジオ キックス
  - 木曜（2013年度 - 2016年度） - アシスタント（髭男爵・山田ルイ53世と担当）
  - 金曜（2015年度 - 2016年度） - アシスタント（ブルボンヌと担当）
- YBSラジオニュース
- 765morning - 駅前天気予報担当
- Glocal Thinking Radio Bar ブルーマリン - ウェイトレス（アシスタント）
- やまなしINDEX